# Heidelberg (Contea di Allegheny, Pennsylvania)
Heidelberg  è una borough degli Stati Uniti d'America, nella contea di Allegheny nello Stato della Pennsylvania. Secondo il censimento del 2000 la popolazione è di 1.225 abitanti.

## Società

### Evoluzione demografica
La composizione etnica vede una prevalenza della razza bianca ( 97,63%) seguita da quella afroamericana (0,98%), dati del 2000.
| borough di Heidelberg Popolazione |       |
| 2000                              | 1.225 |
| Stima al 01-07-07                 | 1.149 |